# 鈴木勝 (作詞家)
鈴木 勝（すずき まさる、1916年7月7日 - 1971年6月27日）は、日本の作詞家。「東京ブギウギ」の作詞家として知られる。養父は鈴木大拙。通称・アラン。筆名にビクター・ベルウッドなど。

## 略歴
出生の詳細は不明だが、スコットランド人の父と日本人の母のハーフとする説がある。鈴木大拙と妻のベアトリス・レイン・スズキは勝を実子として届けているが、大拙の日記や書簡などから養子であることが明らかにされている。鈴木家にもらわれた日を戸籍上の誕生年月日としているが、実際にはその時点で生後1年くらいだったと言われ、鈴木家遺族によると、三越の断裁師のスコットランド人が日本女性に産ませた私生児ではないかとされる。
真宗大谷派の小学校を経て、1929年に京都府立京都第三中学校に入学し寮生活を始めるが、素行の悪さに手を焼いた大拙によって1931年に高野山中学に転校させられるも暴力事件を起こし、停学処分を受けたが、大拙の嘆願書により1934年に卒業し、同志社大学に進学。
日本語と英語のバイリンガルであり、1936年、1937年と第3回と第4回の日米学生会議の代表に選ばれ、参加している。このとき知り合った東京女子大生の久保ノブと1939年に結婚し一女を儲けるも、他の女性を妊娠させる事件を起こす。大学卒業後はジャパンタイムズを経て1942年に同盟通信社に勤務し、特派員として妻子とともに上海に赴任、終戦により1945年に帰国、英文雑誌の記者のほか、上海で親しくなった服部良一の紹介でコロンビアレコードにも出入りしはじめる。
1947年に発表された「東京ブギウギ」は、勝のアイデアを元に当時の妻（勝は再婚。1959年離婚）で歌手の池真理子が作詞したとされる。作曲者の服部によると、勝の持ってきた作詞が気に入らず、二人でさらに手直ししたという。
その後も書籍や歌の翻訳や映画の字幕、通訳など、語学力を生かした仕事を続け、三度めの結婚もし、日米を行き来し仕事をしていたが、1961年に未成年のバーの女給を監禁し強姦したとして逮捕され、「昭和最大の不肖の息子」などと週刊誌で報道される。大拙はかねてより勝の酒癖の悪さに心を痛めていた。果たして三人目の妻とも離婚したが、1970年に咽頭癌で入院したのをきっかけに、成長した娘の池麻耶とも再会し、入退院を繰り返したのち1971年に娘に看取られ、亡くなった。

## 家族
3回結婚している。子供は婚外子も含めて3,4人いたと言われる。
- 最初の妻の久保ノブは法学者の久保久治の娘で日米学生会議で滞米中に知り合い、一女を儲けたが、勝が二番目の妻となる歌手の池真理子と一緒になったため離婚し、娘とともに渡米。
- 池真理子は東山ダンスホールで勝と知り合い、一時英語を習っていたが、戦後コロンビアレコードのビル内で偶然再会し、一女を儲けた1951年に入籍したが、その半年後に勝が三番目の妻となる式場美香子と一緒になったため離婚。娘は実業家・教育家の池麻耶。
- 式場美香子は式場隆三郎の娘で、人妻だったが、1953年に勝と入籍、1965年に離婚[11]。

## 主な作品
- 池真理子「スヰング娘」作曲：平川英夫
- 笠置シズ子「東京ブギウギ」作曲：服部良一
- 服部シスターズ「ブギー・カクテル」黒澤明、藤浦洸と共作詞、作曲：服部良一
- 映画「果てしなき情熱」挿入歌「ブギカンタータ」作曲：服部良一
- 映画「踊る龍宮城」挿入歌「さよならワルツ」作曲：レイモンド服部

## 関連文献
- 『東京ブギウギと鈴木大拙』 山田奨治、人文書院、2015年